# Louis Hébert
Pour les articles homonymes, voir Louis Hébert (homonymie) et Hébert.
Louis Hébert, né en 1575 à Paris (France) et mort le 25 janvier 1627 à Québec (Nouvelle-France) est un apothicaire français. Il est surtout reconnu comme étant le premier Français à s'être installé avec sa famille en permanence en Nouvelle-France.
Fils d'apothicaire et provenant d'une grande famille liée à la profession, il entreprend des études de cinq ans afin de pratiquer le même métier que son père en 1595. Entre 1606 et 1613, il effectue deux longs séjours en Acadie, où ses connaissances et ses bonnes relations avec les Autochtones lui permettent d'effectuer un large inventaire des plantes de la région. En 1617, Hébert effectue un troisième voyage en Amérique pour s'installer cette fois dans la région de Québec à l'invitation de Samuel de Champlain. S'étant construit une demeure en pierres, il vit de l'agriculture et en profite pour poursuivre son étude des différents végétaux qu'il trouve sur le territoire. Louis Hébert est nommé trois ans plus tard procureur du roi. Il se trouve dès lors responsable de l'administration de la justice. En 1623, il obtient d'Henri II de Montmorency des terres au fief du Sault-au-Matelot à Québec. Quelques années plus tard qu'il est élevé au rang de seigneur. La seigneurie de Lespinay lui est alors concédée, à proximité de la rivière Saint-Charles. Louis Hébert meurt le 25 janvier 1627 des suites d'une chute sur la glace. Son corps est inhumé au cimetière des récollets à Québec.
Occupant une place notable dans l'histoire de la Nouvelle-France et dans la mémoire collective, on le qualifie de premier agriculteur ou encore, d'« Abraham de la colonie ». De son arrivée à Québec jusqu'à son décès, Louis Hébert aurait expédié à Paris un grand nombre de plantes provenant des espaces fréquentés par les Français en Amérique du Nord. Son legs est également considéré comme important en termes de descendants puisque de nombreux Québécois le comptent parmi leurs ancêtres.

## Biographie

### Enfance et formation

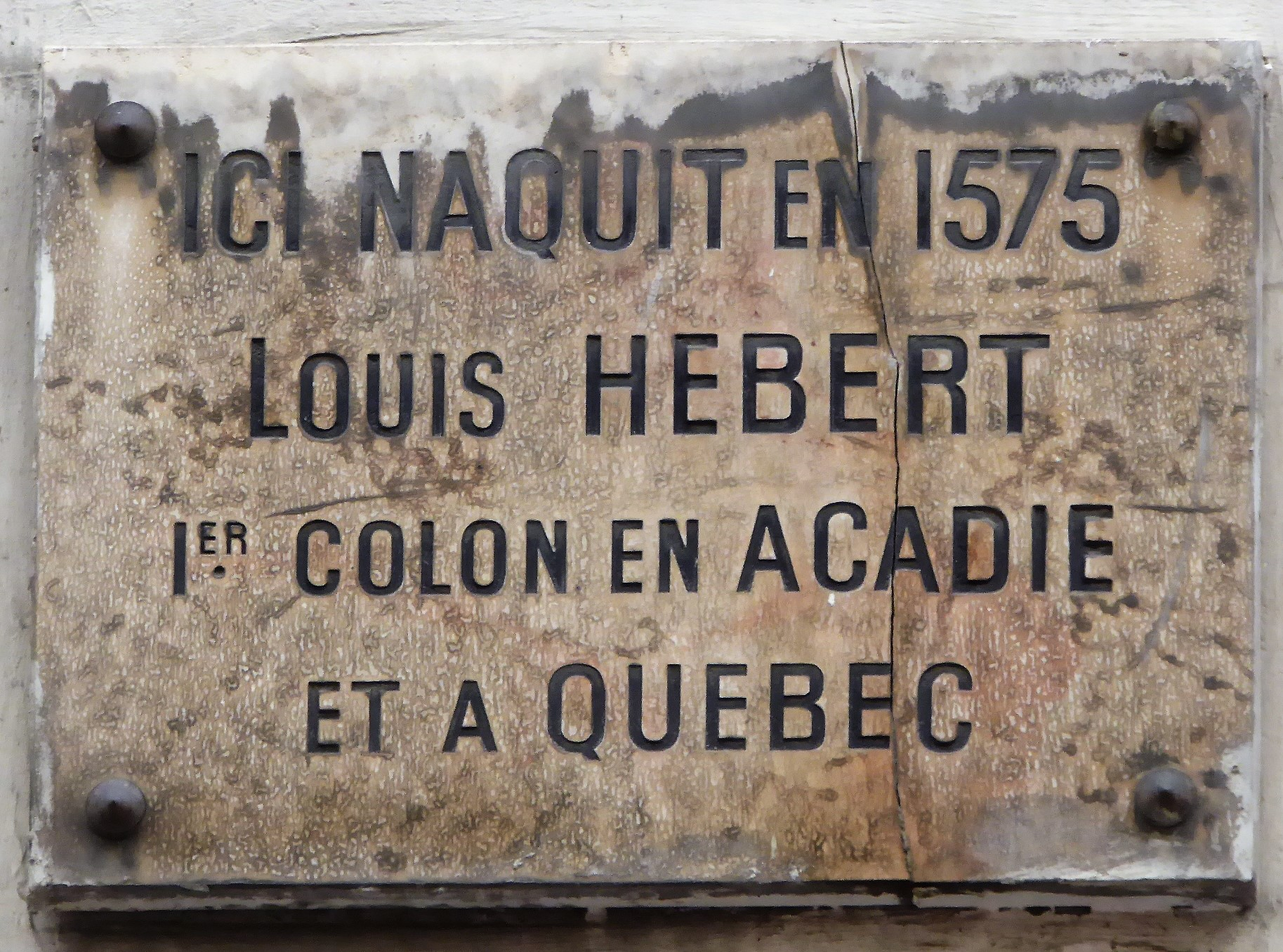
Plaque du 129, rue Saint-Honoré à Paris, à l'emplacement de la maison natale de Louis Hébert.

Louis Hébert, troisième enfant de Nicolas Hébert (vers 1540-1600) et de Jacqueline Pajot (-1580), est né en 1575, dans une maison à l'enseigne du « Mortier d'Or », sise rue Saint-Honoré à Paris, qui fait à la fois office de logement familial et de commerce d'apothicaire. L'enfant est baptisé à l'église Saint-Germain-l'Auxerrois.
Son père Nicolas exerce la profession d'apothicaire à Paris. Quand il se marie en 1564 avec Jacqueline Pajot, celle-ci a déjà la charge de trois enfants issus du premier mariage de son deuxième mari. Même s'ils auront le temps d'avoir 4 enfants (Charlotte, Jacques, Louis et Marie) entre eux, la vie du couple est de courte durée puisque Jacqueline décède en 1580. Louis n'est âgé que de cinq ans. C'est sa jeune sœur Charlotte qui le prend en charge. Alors qu'il est encore enfant, il entend parler pour la première fois de l'Amérique, plus particulièrement de l'Acadie par l'entremise de son oncle apothicaire Pierre Maheut.
Louis Hébert est témoin, à l'âge de 15 ans, des guerres de Religion qui secouent Paris puisqu'il habite près du palais royal, théâtre de certains affrontements entre protestants et catholiques. Durant cette période, la famille vit des difficultés financières considérables causées entre autres par le blocus du commerce par les troupes royales et la rareté des vivres. Il assiste également au siège de Paris par les troupes d'Henri IV et à son entrée dans la capitale le 22 mars 1594.
Issu d'une famille d'apothicaires, Louis choisit ce métier après avoir étudié la grammaire, le latin et les humanités. La formation se fait par un système de corporation des métiers. Il s'engage donc auprès d'un maître par un contrat d'apprentissage de plusieurs années. Durant cette période de quatre ou cinq ans, le jeune apprenti est confiné aux travaux les plus élémentaires comme nettoyer la boutique et les équipements et aider son maître à préparer les remèdes. Par la suite, cinq autres années sont nécessaires à titre de compagnon au cours desquelles le jeune homme pratique la base du métier sous l'étroite supervision de son maître. Au terme de son compagnonnage, il passe un examen sous la supervision des représentants de la corporation dans le but d'obtenir le droit d'exercer le métier. C'est finalement en 1600, à l'âge de 25 ans, que Louis Hébert accède au titre de marchand-apothicaire, ce qui l'amène à fréquenter divers jardins de la noblesse parisienne, dont certains possédaient des végétaux en provenance de l'Amérique.

### De Paris à Port-Royal
Le 19 février 1601, Louis Hébert épouse Marie Rollet, fille d'un canonnier du roi et veuve, à l'église Saint-Sulpice à Paris. Ils déménagent fréquemment dans la capitale durant deux ans. Le couple vit ainsi successivement dans le quartier de l'université, sur la rue Saint-Nicolas, et au faubourg Saint-Germain. Ils finissent par s'installer sur la rue de la Petite-Seine (aujourd'hui rue Bonaparte) en 1602. L'année suivante, l'apothicaire parvient à obtenir le titre de maître, ce qui lui permet d'ouvrir sa propre boutique. Cependant, l'établissement n'a pas les résultats espérés, puisque le matériel et les drogues pour desservir la clientèle sont chers et Louis ne dispose pas d'un capital important.
Entre-temps, il entend dire que Jean de Biencourt de Poutrincourt avait reçu une concession en Acadie, à Port-Royal, et qu'il cherchait à la peupler. Louis saisit l'opportunité et accepte de s'engager comme apothicaire en Nouvelle-France en échange de 100 livres que le marchand Pierre Dugua de Mons, pour la Compagnie du Canada, lui offre dans un contrat daté du 24 mars 1606. Son épouse Marie ne l'accompagnant pas, il signe le même jour une procuration générale notariée lui donnant tous les pouvoirs sur la gestion de leurs biens.
Quelques semaines plus tard, plus précisément le 13 mai 1606, Louis quitte le port de La Rochelle à destination de Port-Royal en Acadie en compagnie notamment de Samuel de Champlain et de Poutrincourt. Le navire arrive à destination le 26 juillet, après une traversée en mer de plus de deux mois.

### Les premiers temps en Acadie

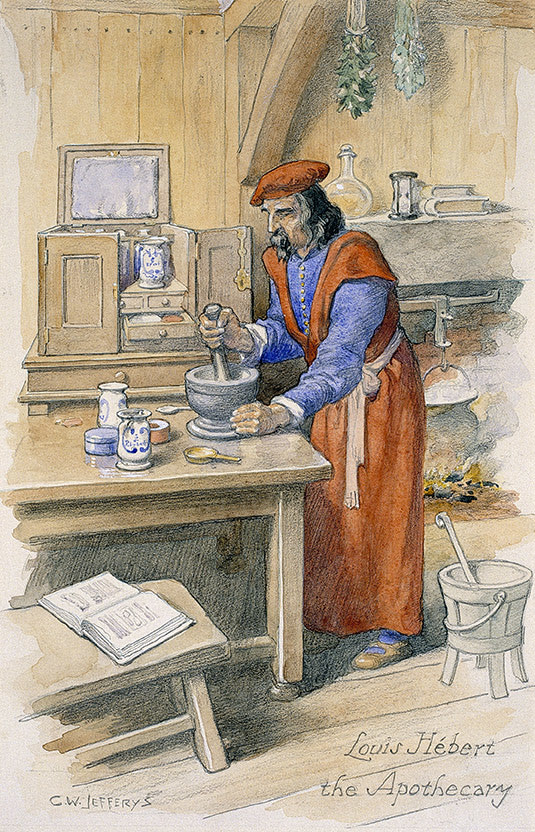
Louis Hébert, apothicaire à Port-Royal, en Acadie, peint par C. W. Jefferys en 1938.

Durant les premiers mois qu'il passe dans la colonie, Louis aménage, à la demande de Poutrincourt, des champs pour y semer et cultiver le blé, la vigne et d'autres plantes nourricières. Il en profite pour observer plus en détail les différents types d'arbres et de plantes (chênes, cyprès, sapins et lauriers) se trouvant sur le territoire.
À la fin de l'été 1606, il accompagne Poutrincourt dans diverses expéditions d'exploration du territoire autour de la colonie de Port-Royal, afin de repérer les meilleures terres à défricher. Dugua de Mons tente pour sa part d'explorer plus au sud, où les récoltes seraient encore plus faciles, mais l'expédition tourne mal. Quatre hommes sont tués lors d'une embuscade d'un groupe d'Abénaquis, ennemi des Souriquois (alliés des Français). Louis est appelé à soigner des Français blessés dans ce contexte.
Dès 1607, un an à peine après l'arrivée de Louis Hébert en Amérique, le monopole de Pierre Dugua de Mons sur la colonie est révoqué et tous doivent retourner en France.
Entre 1607 et 1610, les historiens n'ont pas beaucoup d'informations sur la vie de l'apothicaire en France. On sait toutefois que Louis présente un rapport détaillé des vastes possibilités qu'offre l'Amérique. Dans ce document, il fait état du grand nombre de plantes nourricières et médicinales qui pourraient assurer la subsistance des futurs colons qui viendraient s'installer dans la colonie.
Louis quitte une deuxième fois la France le 26 janvier 1611 en compagnie de Dugua de Mons, de Charles Biencourt de Saint-Just, fils de Jean de Poutrincourt, des jésuites Pierre Biard et Ennemond Massé, et d'une trentaine d'hommes. La traversée de l'Atlantique dure quatre mois.
À Port-Royal, Hébert s'occupe principalement des labourages et des végétaux dans un contexte de fortes tensions entre Jean de Poutrincourt, représentant l'administration coloniale, et les jésuites nouvellement arrivés.
L'hiver 1613 est particulièrement difficile à Port-Royal alors que la population se trouve dans un état de quasi famine. Le ravitaillement de l'automne précédent n'étant pas arrivé à bon port, les colons français doivent se contenter de rations de plus en plus réduites. On complète les maigres aliments en réserve avec du maïs auquel on ajoute du blé en provenance des provisions des membres de la Compagnie de Jésus. Poutrincourt se trouvant en France, Louis hérite du commandement de Port-Royal. Après avoir reçu des secours, il décide de rentrer rejoindre sa famille à Paris en octobre 1613.
En novembre, Samuel Argall, officier de marine de Virginie, dirige une expédition contre l'Acadie en attaquant Port-Royal, dont il parvient à s'emparer. La colonie est saccagée par les troupes anglo-américaines, qui pillent les munitions, les vivres, les animaux et mettent le feu aux bâtiments. Les jardins expérimentaux où Hébert étudiait l'adaptation de plantes européennes au climat nord-américain ne sont pas épargnés par les attaquants. En France, Louis rencontre Poutrincourt, qui repart dans la colonie à la fin de l'année 1613.

### L'installation définitive dans la région de Québec
En 1617, Samuel de Champlain, alors présent à Paris, incite Hébert à s'installer à Québec. Il accepte un contrat de 600 livres pour deux ans. Il vend tous les biens qu'il possède, se rend à Honfleur où il renégocie son contrat et quitte la France en mars 1617. Cette fois, il est accompagné de sa femme, Marie Rollet, de ses enfants et de son beau-frère Claude Rollet. La traversée est longue et dangereuse à cause du nombre important de tempêtes et d'orages, mais aussi d'icebergs à mesure que le navire se rapproche des côtes américaines. Hébert et les siens arrivent finalement à Tadoussac le 14 juin 1617 et atteignent enfin Québec en juillet.
Les Hébert s'installent sur un terrain situé sur les hauteurs du cap de Québec. Avec l'aide de son beau-frère, il construit une maison sur un carré de 5,80 mètres de côté. En 1618, sa fille Anne épouse Étienne Jonquet. Elle décède toutefois quelques mois plus tard des suites de son premier accouchement.
En 1620, les marchands de Rouen et de Saint-Malo sont remplacés à la tête de la colonie par les marchands Guillaume et Ézéchiel de Caën (Compagnie de Caën). Champlain est reconfirmé dans sa charge et revient en Nouvelle-France. Hébert, dont le contrat a pris fin, est alors nommé procureur du roi. Il aura la charge de l'administration de la justice. Il participe également à une première assemblée qui se penche sur les affaires de la colonie. La même année, Hébert se fait construire une maison en pierres.
Hébert appose sa signature au bas d'une pétition demandant que les huguenots soient exclus de la colonie. Datée du 18 août 1621, la procuration est apportée dans la métropole par le récollet Le Baillif. Le roi n'accède finalement pas à cette demande. Le 26 août 1621, la seconde fille d'Hébert, Guillemette, épouse Guillaume Couillard de Lespinay.

### Les dernières années

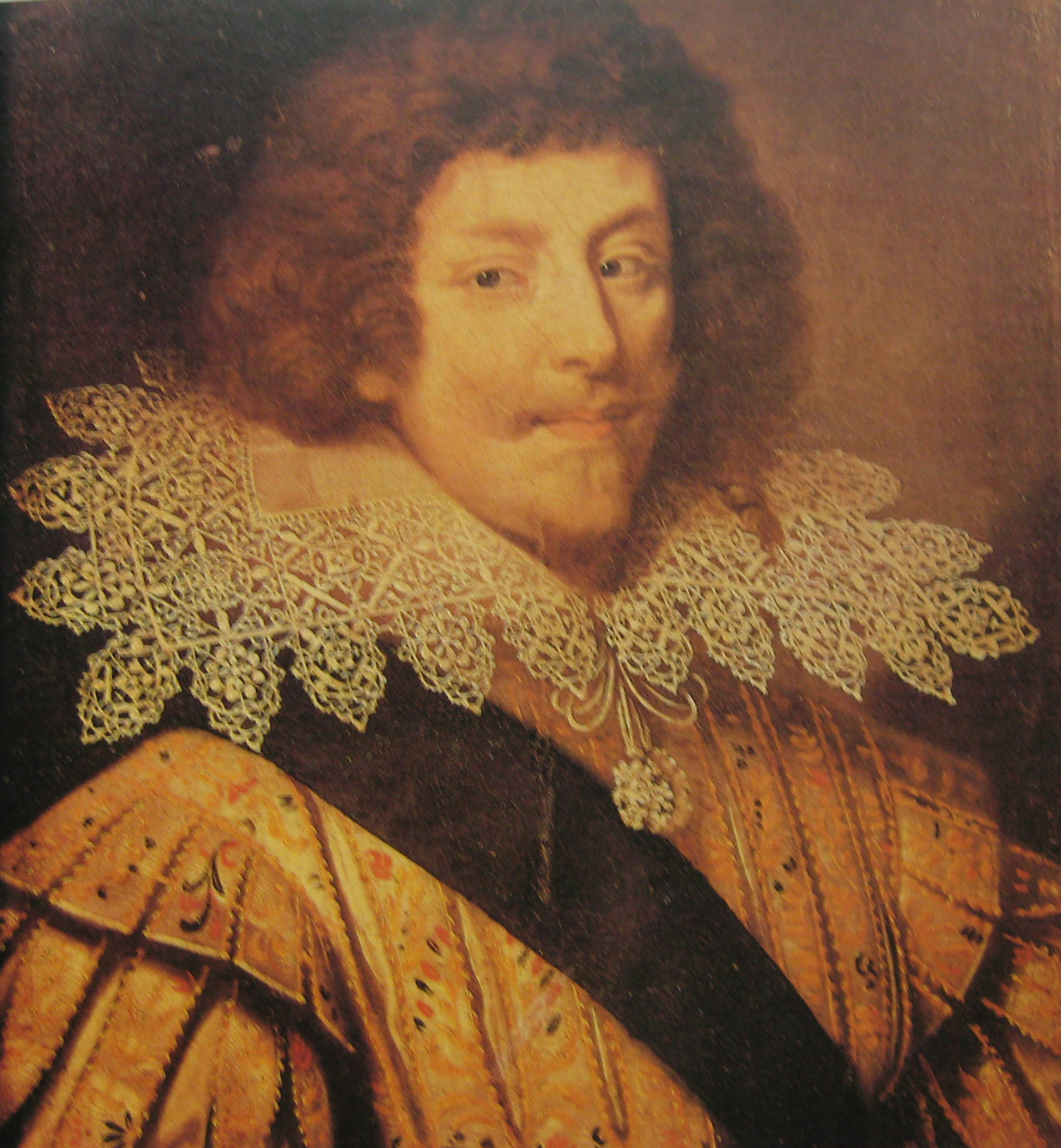
Portrait de Henri II, duc de Montmorency (1595-1632), musée du Louvre, Paris.

Louis Hébert poursuit ses activités d'agriculteur et d'apothicaire. En février 1623, Henri II de Montmorency, vice-roi de la Nouvelle-France, reconnaît la propriété des terres de son enclos, qu'il a défrichées. En 1625, Hébert fait valoir, dans une requête au vice-roi Ventadour, son statut de chef de la première famille à s'être installée en Nouvelle-France. En 1626, le vice-roi Ventadour lui concède le fief de Lespinay, à proximité de Québec et élève en fief noble les terres où la famille Hébert est installée, qui prendront dès lors le nom de fief Sault-au-Matelot.

### Décès
Louis Hébert meurt le 25 janvier 1627. Son corps est inhumé dans le cimetière des Récollets à Québec. Marie lui survit une trentaine d'années. En 1629, elle épouse Guillaume Hubou et décède en 1649. Son fils Guillaume épouse Hélène Desportes en 1634 avant de décéder en 1639. Enfin, Guillemette décède de son côté en 1689.
Selon l'historien Jacques Mathieu, le témoignage le plus direct sur la mort de Louis Hébert vient de la plume de Samuel de Champlain. Il écrit qu'Hébert « a fait une chute qui occasionna sa mort. » Les missionnaires récollets Gabriel Sagard et Chrétien Le Clercq ont eux aussi noté cet événement. Le premier situe la mort de Louis Hébert le 25 janvier et rapporte des messages qu'il aurait transmis à sa femme et à ses enfants, voulant qu'il meure heureux puisque son accident était survenu après la conversion d'Autochtones qu'il avait aidés. Le Clercq mentionne quant à lui qu'étant épuisé et sentant la mort venir, il aurait demandé aux Récollets d'être inhumé au pied de la grande croix de leur cimetière deux jours avant son accident.

## Commémorations

### Le300eanniversaire
Dans le contexte du 300e anniversaire de l'établissement de Louis Hébert à Québec en 1617, les autorités de la ville et certains intellectuels veulent célébrer sa mémoire. Laure Conan publiait en 1912 un petit opuscule intitulé Louis Hébert. Premier colon du Canada. Les journaux et divers articles biographiques soutiennent l'idée d'une commémoration. Cela débouche sur la formulation, par l'abbé Azarie Couillard-Després, un descendant et biographe, d'un projet d'érection d'un monument à Louis Hébert. Il se concrétise officiellement en 1914 par la publication d'un court manifeste en faveur de son installation qui est tiré à plus de 25 000 exemplaires. Le manifeste présente les membres d'un comité du monument de 76 personnes composé de membres de l'Église, d'administrateurs de l'État et de la société civile. Il contient un appel au clergé et au peuple et le texte d'une conférence. Louis Hébert, pionnier de l'agriculture, est dépeint comme un héros qui personnifie la foi simple et le travail. Quelques mois plus tard, la Ville de Québec entérine le choix du monument et souscrit la somme de 3 000 $ pour ce projet. Ainsi, le monument Louis Hébert veut honorer à la fois le citoyen et l'agriculture selon la vision des promoteurs qui veulent en faire un outil de commémoration, mais également de propagande alors que la province de Québec cherche à poursuivre le développement de son agriculture,.

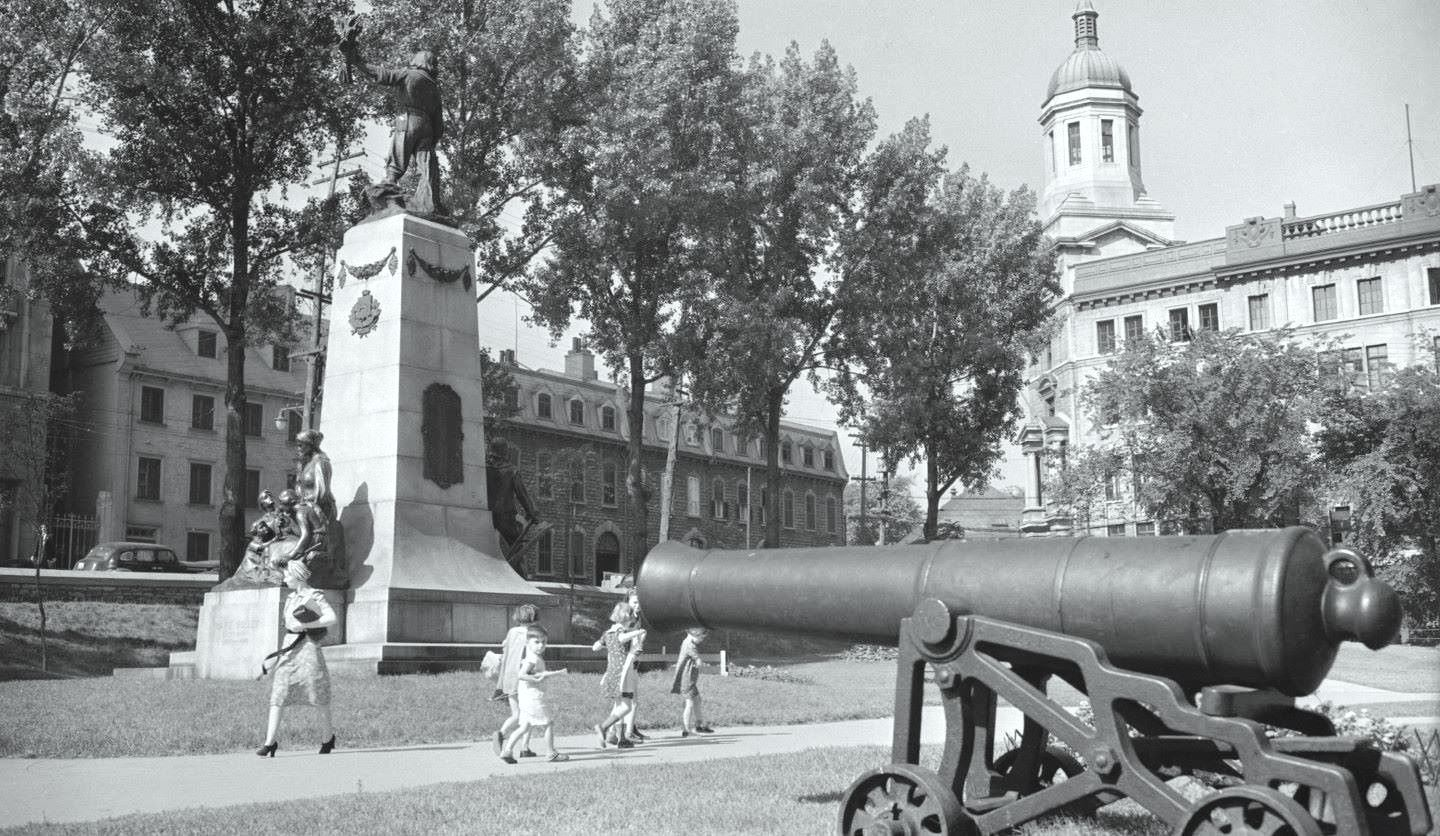
Le monument Louis Hébert devant l'hôtel de ville de Québec en 1941.

Les festivités débutent le 3 septembre 1918 durant la semaine de l'Exposition provinciale soulignant le triomphe de l'agriculture. Une messe, tenue à la basilique Notre-Dame de Québec, amorce les célébrations en présence de nombreux dignitaires religieux et politiques. Par la suite, le monument créé par le sculpteur Alfred Laliberté et représentant la première famille européenne à s'installer à Québec est inauguré près de l'hôtel de ville. Au pied du monument, une plaque énumère les 47 premières familles de Québec.
Pour souligner le tricentenaire, on coule une médaille en bronze représentant Louis Hébert tenant une faucille dans la main droite et une gerbe de blé dans la gauche. Le personnage est entouré à sa droite de Marie Rollet avec ses trois enfants et à sa gauche, de son gendre Guillaume Couillard. À ses pieds figure le blason de la famille Couillard alors que sous ceux de Louis Hébert y est inscrite la devise : « Dieu aide au premier colon ». Au revers de cette médaille sont inscrits les noms des quatorze premiers couples de la colonie avec, pour certains d'entre eux, l'année de leur mariage et tout en bas, cette devise : « Aux premiers colons du Canada ».

### Le 400eanniversaire
L'année 2017 marquait le 400e anniversaire de l'établissement de Louis Hébert et de Marie Rollet à Québec. Plusieurs événements de nature commémorative ont été organisés au Québec (notamment des conférences, un colloque international et une exposition itinérante) sous l'égide de la Commission franco-québécoise des lieux de mémoire communs et de plusieurs partenaires.
Le 14 juin 2017, le couple Hébert-Rollet a officiellement fait son entrée au patrimoine historique du Québec dans la catégorie «personnage historique», lors d'un événement de commémoration tenu au jardin du Monastère des Augustines de l'Hôtel-Dieu de Québec en présence du premier ministre du Québec, Philippe Couillard, lui-même descendant direct de la première famille de colons français établie de manière permanente en Nouvelle-France. Le premier ministre a alors procédé à l'inauguration du «Carré de l'apothicairesse» constitué d'une vingtaine de plantes médicinales transplantées dans le jardin de l’Hôtel-Dieu depuis le jardin Roger-Van den Hende de l’Université Laval.

## Le legs scientifique de Louis Hébert
Certains des plus grands botanistes québécois tels que Marie Victorin et Jacques Rousseau s'accordent pour affirmer que Louis Hébert a emmené un nombre significatif de plantes en France. Ces dernières ont été identifiées au sein du livre Canadensium plantarum historia de Jacques Philippe Cornut paru à Paris en 1635. Cet ouvrage contient la description de 45 plantes nord-américaines jusque-là inconnues en Europe, dont 39 sont illustrées,. Une majorité de plantes ont été mises à sa disposition par les Robin, des jardiniers du roi Henri IV et les Morin, des pépiniéristes de Paris.

## Postérité actuelle de Louis Hébert
La postérité de Louis Hébert et de Marie Rollet est aujourd'hui très nombreuse en Amérique, par leur fille Guillemette née vers 1608 (et son époux Guillaume Couillard, sieur de L'Espinay) et par leur fils Guillaume né vers 1614 (et son épouse Hélène Desportes, premier enfant née viable d'Européens en Nouvelle-France, en 1620, filleule d'Hélène Boullé l'épouse de Samuel de Champlain).
Déjà, vers 1800, le couple formé de Louis Hébert et Marie Rollet arrivait au 10e rang au Bas-Canada pour le nombre de descendants mariés.

## Hommages
Au nombre des monuments que compte le Québec figure celui sculpté par Alfred Laliberté, inauguré sur la place de l'hôtel de ville le 3 septembre 1918, à l'effigie de Louis Hébert pour célébrer le troisième centenaire de son arrivée en tant que premier colon canadien. À sa base, Marie Rollet et ses enfants ainsi que Guillaume Couillard sont représentés. La sculpture faite de bronze a été démontée et transférée au sommet de la côte de la Montagne, à la sortie est du parc Montmorency en 1971.
Le prix Louis-Hébert est la plus haute distinction de l’Ordre des pharmaciens du Québec.
Une chanson de l'album Octobre des Cowboys fringants intitulée Louis Hébert rend hommage au pionnier.
Louis Hébert est désigné personnage historique en vertu de la Loi sur le patrimoine culturel du Québec le 14 juin 2017.

### Toponymie
Plusieurs toponymes rendent hommage à Louis Hébert au Québec.
- la circonscription provinciale de Louis-Hébert;
- la circonscription fédérale de Louis-Hébert;
- 1 restaurant à Québec;
- 2 parcs Louis-Hébert;
- 2 avenues Louis-Hébert;
- 18 rues Louis-Hébert;
- 1 sentier Louis-Hébert;
- au moins 2 avenues Louis-Hébert à Rimouski et à Montréal;
- Près d'une vingtaine de rues Louis-Hébert dont à Boucherville, La Tuque et Québec[61].